# Temple de Zeus Olímpic
|  | Per a altres significats, vegeu «Temple de Zeus Olímpic (Atenes)». |

El temple de Zeus Olímpic, construït entre els 470 i 456 aC a Olímpia, fou el model dels temples clàssics grecs de l'ordre dòric. El temple s'aixecà sobre el santuari més famós de Grècia, que havia estat dedicat a les deïtats panhel·lèniques locals i potser s'havia establert cap a finals del període micènic.

## Història

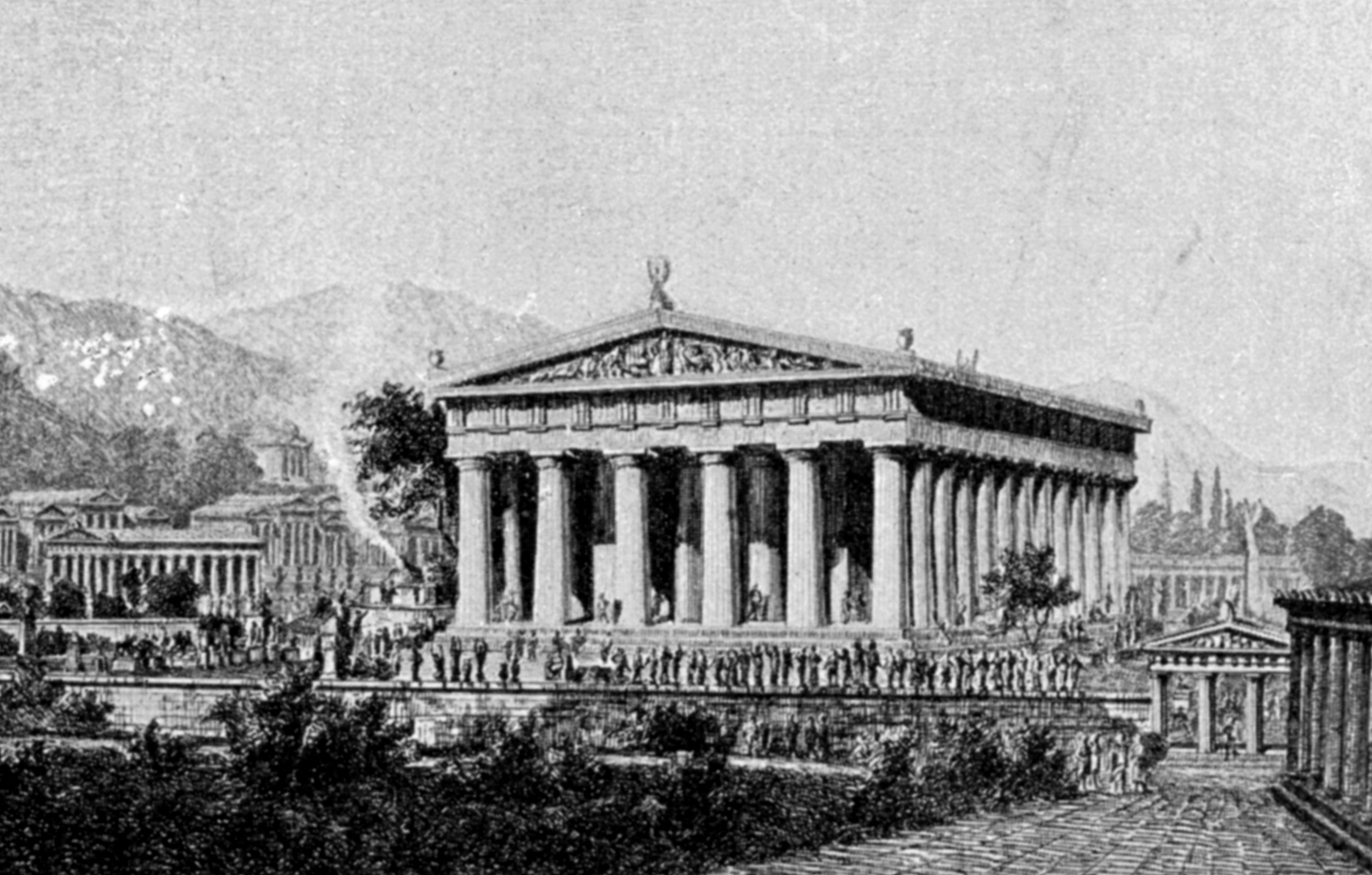
Il·lustració del 1908 de la possible aparença del temple al s. V aC

L'Altis, annex amb el seu bosc sagrat, els altars a l'aire lliure i el túmul de Pèlops, daten dels s. X i IX aC, quan el culte a Zeus es va unir al ja establert a Hera.
El temple albergava l'estàtua de Zeus, que fou una de les set meravelles del món antic. L'estàtua criselefantina tenia aproximadament 13 m d'alt i havia estat esculpida per Fídies.

## Construcció
L'edifici, el construí l'arquitecte Libó, amb frisos tallats amb mètopes, tríglifs i frontons plens d'escultures en estil sever, les quals ara s'atribueixen al mestre d'Olímpia i la seua escola.
L'estructura principal era de pedra calcària local, que no era vistosa, i de qualitat molt pobra, per la qual cosa era coberta d'una capa prima d'estuc per donar-li l'aparença del marbre. Tota la decoració escultòrica estava feta de marbre de Paros, i les teules del sostre eren del mateix marbre del Pentèlic que es va utilitzar per a construir el Partenó d'Atenes.
El tema que unifica la iconografia del temple és la dike, la justícia basada en els costums que representa Zeus, el seu defensor.

## Decoració
L'abundant decoració escultòrica del temple es remunta al 460 aC, i és un dels exemples més exquisits de l'anomenat ritme estricte de l'escultura clàssica primerenca.

### Frontó oriental
El frontó de l'est, atribuït erròniament a Peoni per Pausànies a finals del s. II aC, mostrava la mítica cursa de carruatges entre Pèlops i Enòmau, amb Zeus deturat al centre i flanquejat per herois i heroïnes, també dempeus, i tots dos grups de carruatges, a més de figures recolzades a les cantonades. Hipodamia i la seua criada se situen a l'esquerra de Zeus (al nord) i Pèlops a la dreta. S'ha descobert una gran part de les quinze figures; així i tot, els erudits discuteixen la ubicació i interrelació de les sis figures assegudes o agenollades, així com les seues identitats específiques.

### Frontó occidental
El frontó occidental mostrava la Centauromàquia, l'enfrontament durant les noces de Pirítous entre làpites i centaures, els quals havien transgredit la xenia, les normes sagrades d'hospitalitat. Apol·lo se'n trobava al centre, flanquejat per Pirítous i Teseu. Els làpites hi representaven l'ordre olímpic civilitzat, mentre que els centaures simbolitzaven la natura primitiva dels éssers ctònics; el fris també recordava als grecs del s. V aC la seua victòria sobre els perses, l'amenaça «forana» a l'ordre hel·lènic.

### Les mètopes
El pòrtic i l'opistòdom, el fals pòrtic posterior que servia per a equilibrar-ne el disseny, es construïren amb sis mètopes en cada extrem, gravades amb els dotze treballs d'Hèracles, en què l'heroi derrota una sèrie de criatures i monstres que amenacen l'ordre dels justs.

## Desastres i restauració
Havent saquejat Corint al 146 aC, el general romà Luci Mummi consagrà vint-i-un escuts banyats en or perquè en penjaren a les columnes. Els terratrèmols ocorreguts el 522 i 551 van devastar el santuari i soterraren part del temple.
L'indret de l'antic santuari, oblidat durant molt de temps per ensulsiades i inundacions, fou identificat al 1766. El 1829 un grup francès n'excavà una part i espolià alguns fragments dels frontons per al Museu del Louvre. Les excavacions sistemàtiques hi començaren el 1875, i encara hi continuen.

## L'estàtua de Zeus
El temple de Zeus contenia la famosa estàtua de Zeus, que era una de les set meravelles del món antic. L'estàtua d'or i ivori feia 13 metres (43 peus) i fou creada per Fídies al seu obrador d'Olímpia. Zeus duu al cap una corona de branques d'olivera, a la mà dreta una Niké, la dea de la victòria, també feta d'ivori i or; i a la mà esquerra, un ceptre fet de molts tipus de metalls, amb una àliga a la part superior. Les sandàlies eren d'or, com la túnica. Les robes foren tallades amb formes d'animals i lliris. El tron estava decorat amb or, pedres precioses, banús i ivori. Era l'obra artística més cèlebre de Grècia.

## Galeria d'imatges

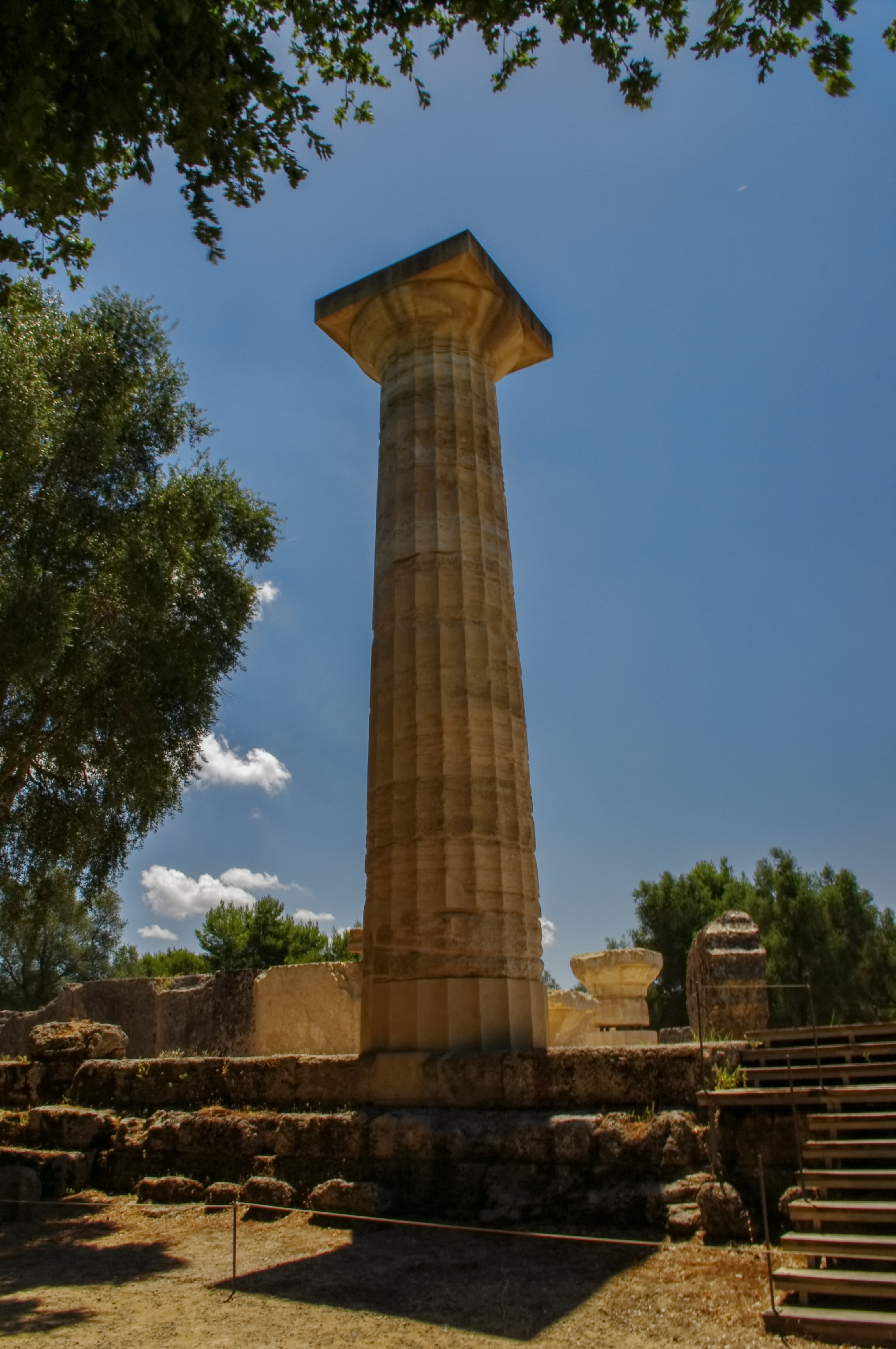
Columna dòrica del temple de Zeus d'Olímpia
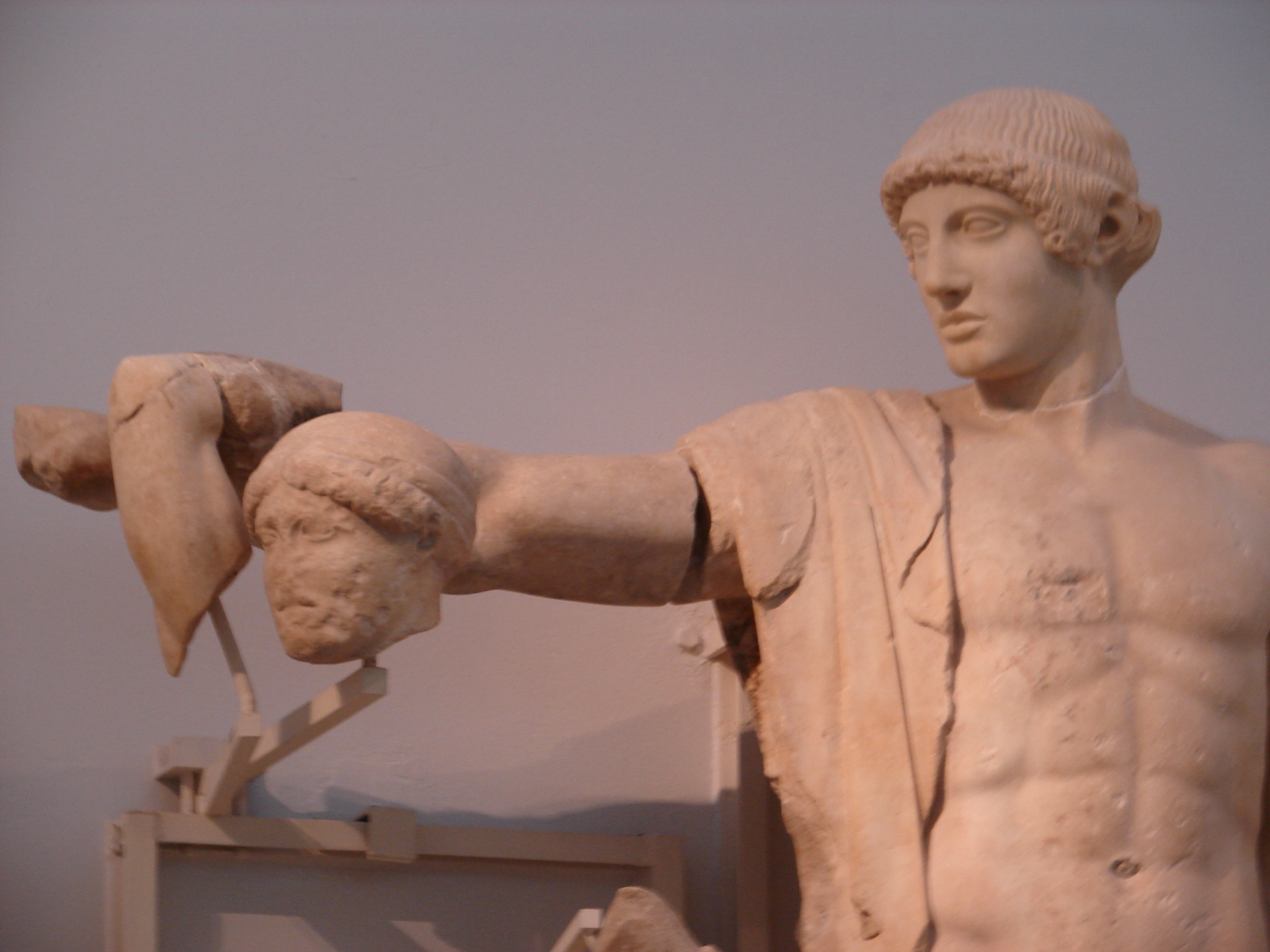
Representació d'Apol·lo al frontó occidental del temple de Zeus d'Olímpia
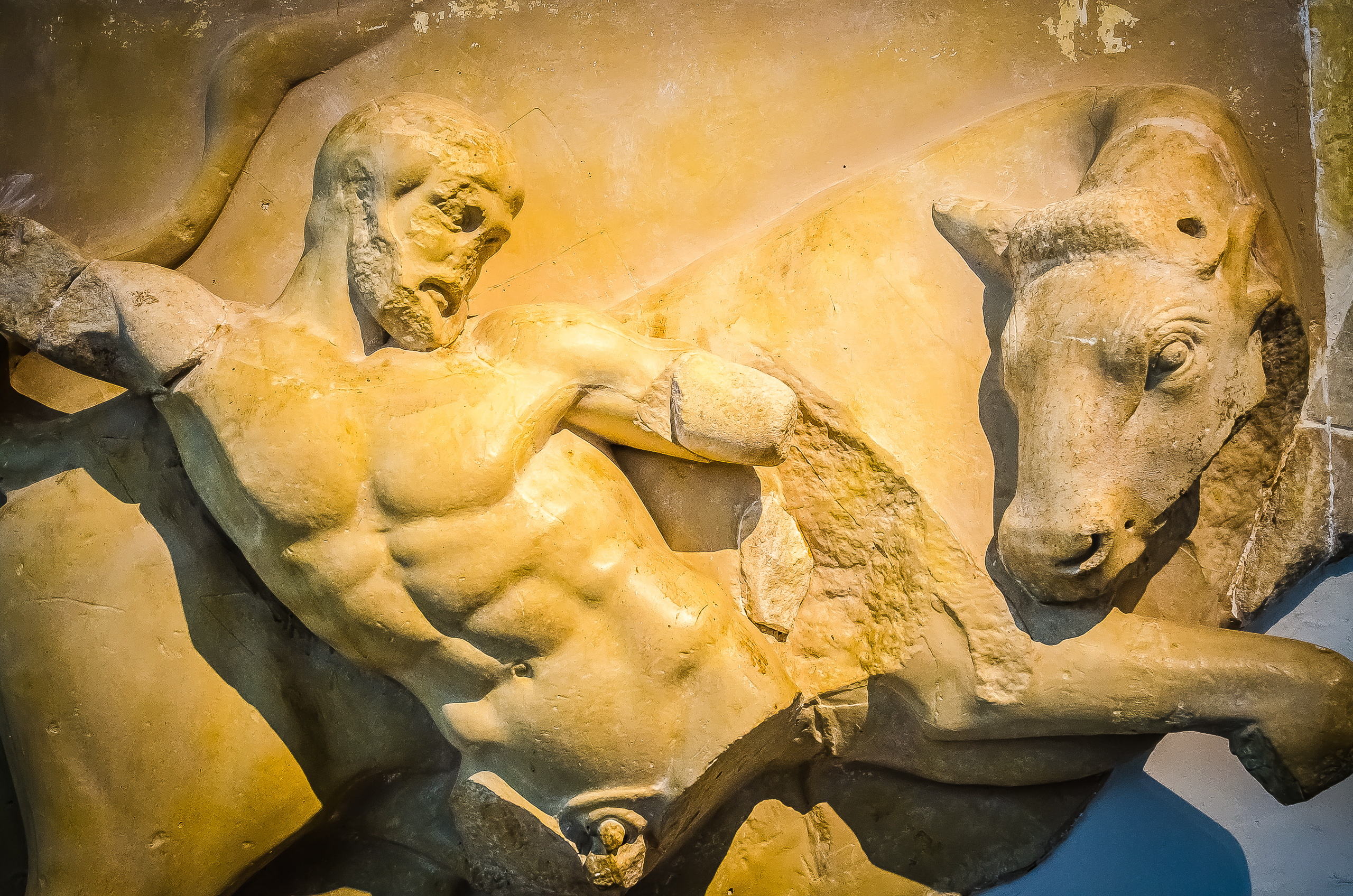
Hèrcules i el Brau de Creta en mètopes del temple de Zeus d'Olímpia
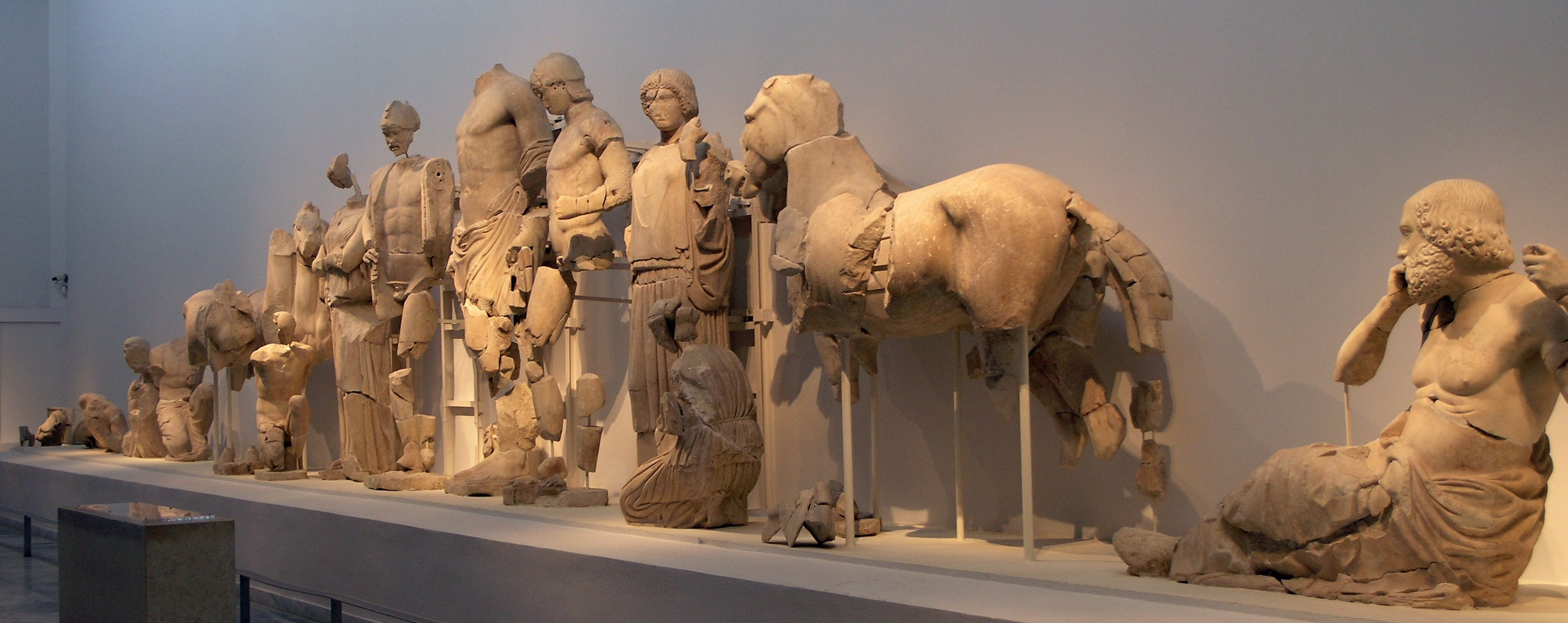
Escultures del frontó est del temple de Zeus a Olímpia
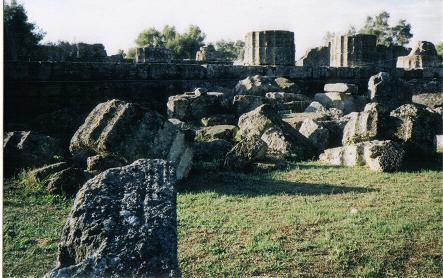
Ruïnes del temple de Zeus a Olímpia, Grècia
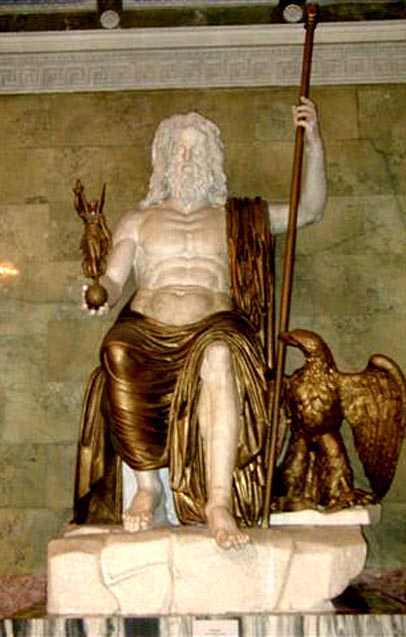
Reproducció de l'estàtua de Zeus al Museu de l'Hermitage a Sant Petersburg